# 24 kwietnia
24 kwietnia jest 114. (w latach przestępnych 115.) dniem w kalendarzu gregoriańskim. Do końca roku pozostaje 251 dni.

## Święta
- Imieniny obchodzą: Aleksander, Aleksy, Antym, Bona, Doda, Egbert, Erwin, Erwina, Euzebiusz, Fidelis, Gaston, Grzegorz, Honoriusz, Horacjusz, Horacy, Jerzy, Leoncjusz, Longin, Longina, Maria, Sabbas, Tyberiusz i Zbywoj
- Armenia – Dzień Pamięci o Ludobójstwie
- Międzynarodowe – Międzynarodowy Dzień Przeciwko Wiwisekcji (także: Międzynarodowy Dzień Zwierząt Laboratoryjnych)
- Niger – Dzień Narodowej Zgody
- Wspomnienia i święta w Kościele katolickim[1][2] obchodzą:
  - św. Aleksander z Lyonu (męczennik)
  - św. Antym z Nikomedii (biskup i męczennik)
  - św. Benedykt Menni (zakonnik)
  - św. Doda z Reims (ksieni)
  - św. Fidelis z Sigmaringen (prezbiter i męczennik)
  - św. Grzegorz z Elwiry (biskup)
  - św. Jerzy (męczennik) (Kościół katolicki w Polsce; Kościół na świecie 23 kwietnia)
  - św. Maria Elżbieta Hesselblad (zakonnica)
  - św. Maria Eufrazja Pelletier (zakonnica)
  - św. Maria Salome (matka dwóch apostołów: Jakuba i Jana; wspomnienie również 22 października)
  - św. Mellit z Canterbury (arcybiskup)
  - św. Wilfryd z Yorku (biskup)

## Wydarzenia w Polsce
- 1277 – Zwycięstwo połączonych sił jaworsko-legnickich nad rycerstwem wrocławskim w bitwie pod Stolcem.
- 1528 – Spłonęła drukarnia Floriana Unglera w Krakowie.
- 1590 – Zygmunt III Waza nadał Kiejdanom prawo magdeburskie i herb miejski.
- 1655 – Potop szwedzki: szwedzcy żołnierze zdewastowali Najstarszą Synagogę w Pile.
- 1772 – Kapitulacja konfederatów barskich przed wojskami rosyjskimi na oblężonym Wawelu.
- 1777 – Rozpoczęto budowę ewangelicko-augsburskiego kościoła Świętej Trójcy w Warszawie.
- 1794 – Insurekcja wileńska: powstała Rada Najwyższa Rządowa Litewska.
- 1811 – Król Prus Fryderyk Wilhelm III Hohenzollern wydał edykt o przeniesieniu do Wrocławia i połączeniu Uniwersytetu Viadrina we Frankfurcie nad Odrą z tamtejszą Akademią Leopoldyńską (dziś Uniwersytet Wrocławski).
- 1858 – Pożar zniszczył doszczętnie zabudowę Ząbkowic Śląskich (wówczas Frankensteinu).
- 1863 – Powstanie styczniowe: stoczono bitwy pod Jaworznikiem i pod Józefowem.
- 1885 – Prof. Jan Mikulicz-Radecki przeprowadził w Krakowie pierwszą na świecie operację zszycia pękniętego wrzodu żołądka.
- 1894 – W warszawskiej Zachęcie Władysław Podkowiński pociął nożem swój obraz Szał uniesień.
- 1906 – Członkowie Organizacji Bojowej PPS pod dowództwem Jana Jura-Gorzechowskiego uwolnili 10 więźniów Pawiaka zagrożonych karą śmierci.
- 1920 – Polska i Ukraińska Republika Ludowa zawarły sojusz wojskowy.
- 1923 – Założono klub sportowy Naprzód Rydułtowy.
- 1927 – Rozpoczęła działalność rozgłośnia poznańska Polskiego Radia.
- 1930 – Prototyp RWD-3 został poddany badaniom statycznym.
- 1935 – Weszła w życie Konstytucja kwietniowa.
- 1945 – W Puławach ugrupowanie organizacji Zrzeszenie Wolność i Niezawisłość pod dowództwem Mariana Bernaciaka ps. „Orlik” rozbiło Powiatowy Urząd Bezpieczeństwa Publicznego, uwalniając 107 więźniów oraz zabijając 5 ubeków i 2 milicjantów.
- 1948 – Dokonano oblotu szybowca IS-2 Mucha.
- 1952 – Wprowadzono obowiązkowe kontyngenty na mleko.
- 1956 – Został zwolniony z więzienia pisarz, dziennikarz i żołnierz AK Kazimierz Moczarski.
- 1962 – Dokonano oblotu samolotu wielozadaniowego PZL-104 Wilga.
- 1966 – Odbyła się premiera pierwszego programu Kabaretu Owca.
- 1968 – Kazimierz Deyna zadebiutował w reprezentacji narodowej w rozegranym w Chorzowie meczu towarzyskim z Turcją (8:0).
- 1979 – Powstało Częstochowskie Towarzystwo Naukowe.
- 1982 – Odbyło się pierwsze notowanie Listy Przebojów Programu Trzeciego.
- 1989 – Premiera komedii filmowej Co lubią tygrysy w reżyserii Krzysztofa Nowaka-Tyszowieckiego.
- 1996 – Na stacji Shella przy ul. Ostrobramskiej w Warszawie, w wyniku wybuchu bomby podłożonej przez nieznanych sprawców zginął st. asp. Piotr Molak, członek Wydziału Antyterrorystycznego Komendy Stołecznej Policji.
- 1998 – W gdyńskiej agencji towarzyskiej „Las Vegas” został zastrzelony gangster Nikodem Skotarczak ps. „Nikoś”.
- 2000 – W nieczynnej kopalni rudy uranu otwarto podziemną trasę turystyczną Sztolnie Kowary o długości ok. 1200 m.
- 2005 – Telewizja Polska uruchomiła swój pierwszy kanał tematyczny TVP Kultura.
- 2009 – Sejm RP przyjął specustawę o budowie gazoportu w Świnoujściu.
- 2015 – Sejm RP przyjął ustawę o Narodowym Dniu Zwycięstwa obchodzonym 8 maja, jednocześnie znosząc Narodowe Święto Zwycięstwa i Wolności obchodzone 9 maja.
- 2016 – W Gdańsku otwarto Tunel pod Martwą Wisłą.

## Wydarzenia na świecie

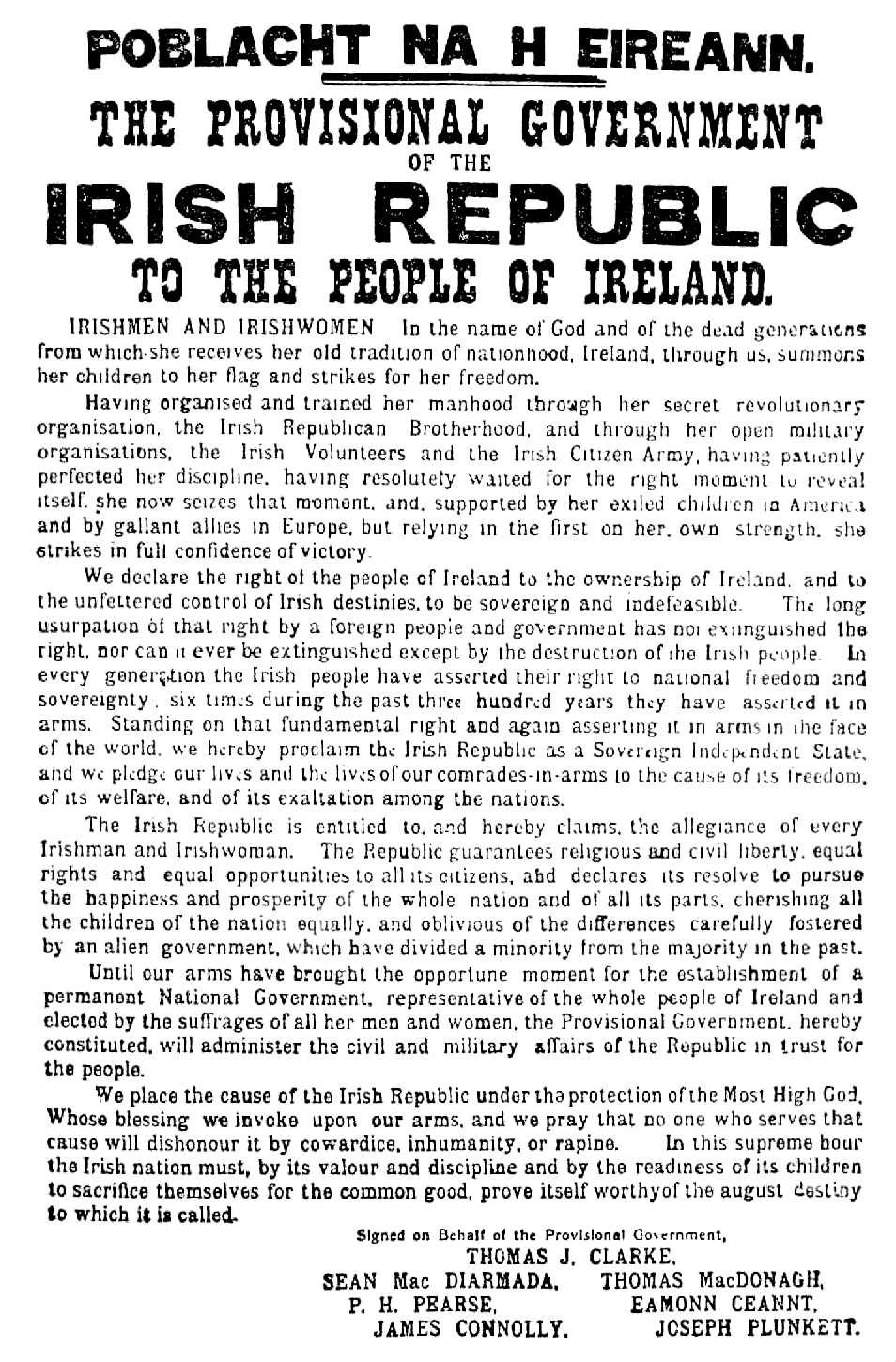
Proklamacja Republiki Irlandii z 1916 roku

- 1184 p.n.e. – Upadek Troi (data tradycyjna).
- 634 – Muzułmanie dowodzeni przez Khalida ibn al-Walida pokonali oddziały bizantyjskie w bitwie pod Mardż Rahit w pobliżu Damaszku.
- 858 – Mikołaj I został papieżem.
- 1361 – Na polecenie króla Portugalii Piotra I Sprawiedliwego odbyła się koronacja ekshumowanych zwłok jego żony Inês de Castro, zamordowanej w styczniu 1355 roku z inspiracji ówczesnego króla Alfonsa IV.
- 1534 – Papież Klemens VII erygował diecezję Cartagena de Indias w Kolumbii.
- 1547 – I wojna szmalkaldzka: cesarz rzymski Karol V Habsburg odniósł zwycięstwo nad wojskami protestanckimi w bitwie pod Mühlbergiem.
- 1558 – Królowa Szkocji Maria I Stuart poślubiła w katedrze Notre Dame delfina i późniejszego króla Francji Franciszka II Walezjusza.
- 1585 – Kardynał Felice Peretti został wybrany na papieża i przybrał imię Sykstus V.
- 1646 – Została zawarta unia użhorodzka między wyznawcami prawosławia na Zakarpaciu a Kościołem katolickim.
- 1655 – Wojska sabaudzkie dokonały masakry waldensów (tzw. "wielkanoc piemoncka").
- 1668 – Założono miasto Juigalpa w Nikaragui.
- 1704 – Ukazał się pierwszy numer „The Boston News-Letter”, pierwszej regularnie wydawanej gazety w brytyjskiej Ameryce Północnej.
- 1729 – Ustanowiono bawarski Order Świętego Jerzego.
- 1736 – Papież Klemens XII beatyfikował XIV-wiecznego papieża Benedykta XI
- 1788 – VIII wojna austriacko-turecka: w czasie oblężenia twierdzy Šabac w Serbii został ciężko ranny ks. Józef Poniatowski.
- 1790 – Zwodowano brytyjski 50-działwy okręt liniowy 4 rangi HMS „Leopard”.
- 1800 – Założono Bibliotekę Kongresu Stanów Zjednoczonych.
- 1809 – Założono miasto Florida w Urugwaju.
- 1815 – W Serbii wybuchło II powstanie antytureckie.
- 1819 – W Wenecji odbyła się premiera opery Edward i Krystyna Gioacchino Rossiniego.
- 1824 – Wojna o niepodległość Grecji: na wysepce Elafonisi u wybrzeży Krety żołnierze tureccy zamordowali około 600 greckich kobiet i dzieci.
- 1836 – Rozpoczęła się konspiracyjna siedemnastoosobowa wyprawa na zamek Devín pod przewodnictwem Ľudovíta Štúra, która zapoczątkowała ruch szturowców, mający kluczowe znaczenie dla wykształcenia się odrębnego narodu słowackiego.
- 1852 – Ludwik II został wielkim księciem Badenii.
- 1854 – W Wiedniu odbył się ślub cesarza Franciszka Józefa I z Elżbietą Bawarską.
- 1870 – I sobór watykański ogłosił konstytucję dogmatyczną Dei Filius.
- 1872 – Erupcja Wezuwiusza.
- 1877 – Rosja wypowiedziała wojnę Imperium Osmańskiemu.
- 1884 – Założono argentyńskie miasto Tres Arroyos.
- 1885:
  - Rebelia północno-zachodnia w Kanadzie: zwycięstwo metyskich rebeliantów w bitwie nad Fish Creek.
  - Założono angielski klub piłkarski Bury F.C.
- 1891 – Uruchomiono pierwszą linię tramwaju elektrycznego w niemieckim Halle.
- 1895 – Kanadyjski żeglarz Joshua Slocum wyruszył z Bostonu na rybackiej łodzi typu jol o nazwie „Spray” w pierwszy udany, samotny rejs dookoła świata.
- 1907 – Założono klub piłkarski Al-Ahly Kair.
- 1909 – Nad rzymskim lotniskiem Centocelle Wilbur Wright odbył krótki lot z kamerzystą, który nakręcił pierwszy w historii film z pokładu samolotu.
- 1911 – Shinzō Morita dokonał oblotu pierwszego japońskiego samolotu własnej konstrukcji.
- 1913:
  - W Nowym Jorku oddano do użytku drapacz chmur Woolworth Building.
  - W stoczni w Castellammare di Stabia zwodowano włoski pancernik „Caio Duilio”.
- 1915 – W Imperium Osmańskim rozpoczęła się rzeź Ormian.
- 1916:
  - I wojna światowa: niemieckie krążowniki dokonały bombardowania miast Yarmouth i Lowestoft w Anglii.
  - W Dublinie wybuchło antybrytyjskie powstanie wielkanocne. Przywódca powstańców Patrick Pearse ogłosił utworzenie niepodległej Republiki Irlandii.
- 1917 – W Wyborgu (Viipuri) sformowano Legion Polski w Finlandii.
- 1918:
  - Pod Villers-Bretonneux doszło do brytyjsko-niemieckiej pierwszej bezpośredniej bitwy pancernej.
  - Powstała holenderska Polityczna Partia Protestantów (SGP).
- 1920:
  - Co najmniej 150 osób zginęło w zderzeniu pociągu osobowego z towarowym koło Delhi.
  - Francja i Wielka Brytania dokonały podziału Bliskiego Wschodu, w wyniku którego terytorium Wielkiej Syrii przypadło Francji.
- 1922 – Włodzimierz Lenin przeszedł zabieg usunięcia pocisku, który tkwił w jego szyi od czasu zamachu z 30 sierpnia 1918 roku.
- 1924:
  - Thorvald Stauning został premierem Danii.
  - Założono izraelski klub piłkarski Hapoel Hajfa.
- 1926 – Został podpisany niemiecko-radziecki traktat berliński, gwarantujący neutralność sygnatariuszy w przypadku agresji państwa trzeciego na jedną ze stron.
- 1928 – Wszedł do służby australijski ciężki krążownik HMAS „Australia”.
- 1930 – Dziennikarz, dyplomata i polityk faszystowski Galeazzo Ciano ożenił się z Eddą Mussolini, pierworodną córką Benito.
- 1935:
  - Rozpoczęto piętrzenie wody sztucznego Jeziora Chambon na rzece Romanche w południowo-wschodniej Francji.
  - We włoskich Alpach utworzono Park Narodowy Stelvio.
- 1938:
  - Konstantin Päts został prezydentem Estonii.
  - Premiera radzieckiej komedii muzycznej Wołga-Wołga w reżyserii Grigorija Aleksandrowa.
- 1941 – Kampania śródziemnomorska: rozpoczęła się operacja „Demon” – ewakuacja na Kretę i do Egiptu około 50 tys. żołnierzy alianckich (głównie Brytyjskiego Korpusu Ekspedycyjnego) z plaż i portów zajętej przez Niemców Grecji.
- 1944 – We wsi Pyrgoi w północnej Grecji żołnierze SS zamordowali 368 mieszkańców.
- 1945:
  - Operacja berlińska: rozpoczęła się bitwa pod Halbe.
  - Wojska radzieckie i czechosłowackie wyzwoliły Opawę.
- 1946:
  - Dokonano oblotów myśliwców Jak-17 i MiG-9.
  - Utworzono zespół akrobacyjny US Navy „Blue Angels”.
- 1950 – Jordania dokonała formalnej aneksji Samarii i Judei (Zachodni Brzeg Jordanu).
- 1954:
  - ChRL i Indie zawarły traktat o przyjaźni.
  - Wolverhampton Wanderers F.C. zdobył swój pierwszy w historii tytuł mistrza Anglii.
- 1955:
  - Premiera japońskiego filmu science fiction Godzilla kontratakuje w reżyserii Motoyoshiego Ody.
  - W Luksemburgu została założona Partia Demokratyczna.
- 1961 – Wydobyto na powierzchnię szwedzki statek wojenny „Vasa”, który zatonął na Bałtyku w 1628 roku.
- 1962 – Został wyniesiony na orbitę radziecki satelita technologiczny Kosmos 3.
- 1963 – Przyjęto Konwencję wiedeńską o stosunkach konsularnych.
- 1964 – Odcięto głowę posągowi Małej Syrenki w kopenhaskim porcie.
- 1965:
  - Na Dominikanie doszło do wojskowego zamachu stanu, który doprowadził do amerykańskiej interwencji wojskowej 28 kwietnia.
  - Około miliona osób demonstrowało w Erywaniu w 50. rocznicę rozpoczęcia masakry Ormian przez Turków, domagając się uznania jej za ludobójstwo, przez władze Turcji i ZSRR.
  - Prezydent Indonezji Sukarno ogłosił zajęcie wszelkiej zagranicznej własności w kraju.
  - W hiszpańskim lesie przy granicy z Portugalią znaleziono zwłoki lidera opozycji portugalskiej gen. Humberto Delgado, zamordowanego 13 lutego przez policję polityczną PIDE.
- 1967 – Kosmonauta Władimir Komarow zginął podczas lądowania z powodu awarii spadochronu kapsuły statku Sojuz 1.
- 1968 – Mauritius został członkiem ONZ.
- 1969 – W Porto odbyła się prezentacja brytyjskiego samochodu osobowego Austin Maxi.
- 1970:
  - W Gambii proklamowano republikę. Pierwszym prezydentem został Dawda Kairaba Jawara.
  - Został wystrzelony pierwszy chiński sztuczny satelita Dong Fang Hong 1.
- 1974 – Został zatrzymany pod zarzutem szpiegostwa na rzecz wschodnioniemieckiej Stasi Günter Guillaume, osobisty sekretarz kanclerza RFN Williego Brandta, który 6 maja podał się z tego powodu do dymisji.
- 1975:
  - Frakcja Czerwonej Armii rozpoczęła okupację ambasady RFN w Sztokholmie.
  - Zakończono produkcję Citroëna DS.
- 1979 – Utwór Georgia on My Mind w wykonaniu Raya Charlesa został ustanowiony piosenką stanową Georgii.
- 1980 – Doszło do nieudanej próby odbicia zakładników przetrzymywanych w amerykańskiej ambasadzie w Teheranie (operacja „Orli Szpon”).
- 1982 – W angielskim mieście Harrogate odbył się 27. Konkurs Piosenki Eurowizji.
- 1983:
  - Socjalistyczna Partia Austrii wygrała wybory parlamentarne.
  - Wojna kambodżańska: powstańcy z KPNLF i wojska tajlandzkie odparły atak wojsk wietnamskich na znajdujący się na terytorium Tajlandii obóz z uchodźcami kambodżańskimi Nong Samet.
- 1985 – Kebby Musokotwane został premierem Zambii.
- 1988 – We Francji odbyła się I tura wyborów prezydenckich. Do II tury przeszli: urzędujący prezydent François Mitterrand i Jacques Chirac.
- 1990:
  - Na pokładzie wahadłowca Discovery został wyniesiony na orbitę okołoziemską Kosmiczny Teleskop Hubble’a.
  - Nursułtan Nazarbajew objął urząd prezydenta Kazachstanu.
- 1993 – W wyniku zamachu bombowego przeprowadzonego w City of London przez IRA zginęła jedna osoba, a 44 zostały ranne.
- 1997 – Kraje członkowskie Szanghajskiej Organizacji Współpracy podpisały w Moskwie umowę o wzajemnej redukcji sił zbrojnych w rejonie chińskiej granicy, co umożliwiło jej delimitację na odcinku 4 tys. km.
- 2002 – Bośnia i Hercegowina została członkiem Rady Europy.
- 2003 – II wojna w Zatoce Perskiej: żołnierze amerykańscy schwytali Tarika Aziza, byłego wicepremiera w rządzie Saddama Husajna.
- 2005:
  - Faure Gnassingbé wygrał w I turze wybory prezydenckie w Togo.
  - Mehmet Ali Talat został prezydentem Cypru Północnego.
  - Odbyła się inauguracja pontyfikatu Benedykta XVI.
  - W Seulu urodził się chart afgański o imieniu Snuppy, pierwszy sklonowany pies domowy.
- 2006:
  - 23 osoby zginęły, a 62 zostały ranne w atakach terrorystycznych w kurorcie Dahab na egipskim półwyspie Synaj.
  - Oddano do eksploatacji największy statek pasażerski na świecie „Freedom of the Seas”.
- 2007 – Separatyści z Narodowego Frontu Wyzwolenia Ogadenu (ONLF) dokonali ataku na instalacje naftowe w mieście Abole w Etiopii, zabijając 65 etiopskich i 9 chińskich pracowników.
- 2008 – Parlamenty Niemiec i Danii ratyfikowały Traktat lizboński.
- 2009 – 60 osób zginęło, a około 125 zostało rannych w podwójnym samobójczym zamachu bombowym na szyicką świątynię w Bagdadzie.
- 2011 – Serge Vohor został po raz czwarty premierem Vanuatu.
- 2013 – 1127 osób zginęło, a około 2500 zostało rannych w wyniku zawalenia się ośmiokondygnacyjnego budynku w Szabharze w Bangladeszu. Jest to największą katastrofę budowlaną pod względem liczby ofiar śmiertelnych.
- 2016 – W Austrii odbyła się I tura wyborów prezydenckich. Do II tury przeszli: Norbert Hofer (35,1%) i Alexander Van der Bellen (21,3%).
- 2018 – Gennadi Gagulia został po raz trzeci premierem Abchazji.
- 2019 – Manasseh Sogavare został po raz czwarty premierem Wysp Salomona.
- 2022 – W drugiej turze wyborów prezydenckich we Francji ubiegający się o reelekcję Emmanuel Macron pokonał Marine Le Pen.
- 2024 – Odbyła się pierwsza tura wyborów prezydenckich w Macedonii Północnej. Do drugiej tury przeszli: Gordana Siłjanowska-Dawkowa i ubiegający się o reelekcję Stewo Pendarowski.

## Urodzili się
- 1492 – Sabina Wittelsbach, księżniczka bawarska, księżna wirtemberska (zm. 1564)
- 1533 – Wilhelm I Orański, hrabia Nassau, książę Oranii, stadhouder Republiki Zjednoczonych Prowincji (zm. 1584)
- 1538 – Wilhelm I Gonzaga, książę Mantui i Montferratu (zm. 1587)
- 1549 – Georg Henisch, niemiecki lekarz, pisarz, tłumacz, leksykograf, wydawca (zm. 1618)
- 1562 – Xu Guangqi, chiński matematyk, astronom, tłumacz, konwertyta, Sługa Boży (zm. 1633)
- 1581 – Wincenty à Paulo, francuski duchowny katolicki, święty (zm. 1660)
- 1620 – John Graunt, angielski statystyk (zm. 1674)
- 1624 – Jan Peeters, flamandzki malarz, rysownik (zm. 1677)
- 1639 – Johann Benedict Carpzov II, niemiecki teolog luterański, etnolog, filolog (zm. 1699)
- 1660 – Cornelis Dusart, holenderski malarz, grafik, kolekcjoner (zm. 1704)
- 1679 – Francesco Mancini, włoski malarz (zm. 1758)
- 1706 – Giovanni Battista Martini, włoski kompozytor (zm. 1784)
- 1721 – Johann Philipp Kirnberger, niemiecki kompozytor (zm. 1783)
- 1743:
  - Edmund Cartwright, brytyjski wynalazca (zm. 1823)
  - Joachim Neander von Petersheiden, pruski generał (zm. 1817)
- 1744 – Miguel de Lardizábal, hiszpański polityk (zm. 1824)
- 1750:
  - Simon Antoine Jean L’Huillier, szwajcarski matematyk (zm. 1840)
  - John Trumbull, amerykański poeta (zm. 1831)
- 1752 – Henry Latimer, amerykański polityk, senator (zm. 1819)
- 1763 – Nikołaj Zubow, rosyjski pułkownik, zamachowiec (zm. 1805)
- 1767 – Jacques-Laurent Agasse, szwajcarski malarz (zm. 1849)
- 1769 – Marc Isambard Brunel, brytyjski inżynier pochodzenia francuskiego (zm. 1849)
- 1771:
  - Aleksander Fryderyk, książę Wirtembergii, generał rosyjski (zm. 1833)
  - (lub 11 kwietnia) Samuel Linde, polski leksykograf, językoznawca, tłumacz, pedagog, bibliotekarz (zm. 1847)
- 1773 – Karl Lappe, niemiecki poeta (zm. 1843)
- 1774 – Jean Itard, francuski lekarz, pedagog (zm. 1838)
- 1777 – Maria Klementyna Habsburg, arcyksiężniczka austriacka (zm. 1801)
- 1783 – John Floyd, amerykański lekarz wojskowy, polityk (zm. 1837)
- 1784 – Levin Gale, amerykański prawnik, polityk (zm. 1834)
- 1787 – José Matteo Bonaventure Orfila, francuski toksykolog, chemik, fizjolog pochodzenia hiszpańskiego (zm. 1853)
- 1788 – Kalman Rothschild, niemiecki bankier pochodzenia żydowskiego (zm. 1855)
- 1796 – Karl Leberecht Immermann, niemiecki prozaik, poeta, dramaturg (zm. 1840)
- 1800:
  - Georg Hellmesberger Sr., austriacki skrzypek, dyrygent, kompozytor, pedagog (zm. 1873)
  - Roman Stanisław Sanguszko, polski książę, działacz niepodległościowy i społeczny (zm. 1881)
- 1803 – Aleksander Duchnowicz, rusiński duchowny unicki, prozaik, poeta (zm. 1865)
- 1806 – Fridrichas Kuršaitis, litewski duchowny luterański, działacz oświatowy i kulturalny w Prusach Wschodnich (zm. 1886)
- 1808 – Joachim Giraldès, portugalsko-francuski anatom, chirurg (zm. 1875)
- 1809 – Aleksander Wejnert, polski historyk, varsavianista (zm. 1879)
- 1811 – Ernst Knippel, niemiecki grafik, rysownik, rytownik (zm. 1900)
- 1812 – Auguste Millon, francuski chemik, fizyk (zm. 1867)
- 1813 – Stanisław Jan Strąbski, polski drukarz (zm. 1857)
- 1815 – Anthony Trollope, brytyjski pisarz (zm. 1882)
- 1817 – Jean Charles de Marignac, szwajcarski chemik, wykładowca akademicki (zm. 1894)
- 1818 – Benjamin Matlack Everhart, amerykański kupiec, mykolog (zm. 1904)
- 1819 – Klaus Groth, niemiecki prozaik, poeta (zm. 1899)
- 1822 – Janko Kráľ, słowacki poeta, działacz narodowy (zm. 1876)
- 1823 – Sebastián Lerdo de Tejada, meksykański polityk, prezydent Meksyku (zm. 1889)
- 1825 – Robert Michael Ballantyne, brytyjski pisarz (zm. 1894)
- 1830 – Eugenia, księżniczka szwedzka i norweska, kompozytorka, pisarka, rzeźbiarka, malarka (zm. 1889)
- 1831 – George Strong Nares, brytyjski żeglarz, badacz Arktyki, admirał (zm. 1913)
- 1835 – Benjamin Briggs, amerykański żeglarz (zm. 1872)
- 1841 – Stanisław Madeyski, polski prawnik, polityk (zm. 1910)
- 1845 – Carl Spitteler, szwajcarski pisarz niemieckojęzyczny, laureat Nagrody Nobla (zm. 1924)
- 1846 – Marcus Clarke, australijski prozaik, poeta (zm. 1881)
- 1847 – Jerzy Moszyński, polski ziemianin, polityk, wydawca, publicysta (zm. 1924)
- 1848:
  - Amandus Acker, niemiecki misjonarz i teolog katolicki (zm. 1923)
  - Joseph Gallieni, francuski generał, marszałek Francji (zm. 1916)
- 1850:
  - Wanda Młodnicka, polska pisarka, tłumaczka, działaczka oświatowa (zm. 1923)
  - John Lawson Stoddard, amerykański podróżnik, reportażysta (zm. 1931)
  - Zofia Tułodziecka, polska działaczka społeczna (zm. 1924)
- 1852 – Leon Wyczółkowski, polski malarz, grafik, rysownik (zm. 1936)
- 1856 – Philippe Pétain, francuski wojskowy, marszałek Francji, polityk (zm. 1951)
- 1859:
  - Luigi Lavazza, włoski przedsiębiorca (zm. 1949)
  - Kazimierz Rymarkiewicz, polski prawnik, samorządowiec (zm. 1918)
  - Jarosław Slaski, polski inżynier chemik, działacz gospodarczy (zm. 1903)
- 1861:
  - Arnold Hartmann, niemiecki architekt (zm. 1919)
  - Viktor Oliva, czeski malarz, grafik, ilustrator (zm. 1928)
- 1862:
  - Kajetan Amirowicz, polski generał brygady (zm. 1934)
  - Gaston Bussière, francuski malarz, ilustrator (zm. 1929)
  - Stanisław Dec, polski architekt (zm. 1943)
- 1864 – Maria Paruszewska, polska poetka, działaczka kulturalna (zm. 1937)
- 1865:
  - Laurent Bonnin, francuski generał (zm. 1926)
  - Andrew Weir, brytyjski arystokrata, przedsiębiorca, polityk (zm. 1955)
- 1869 – Abram Rundstein, polski drukarz, społecznik, działacz oświatowy pochodzenia żydowskiego (zm. 1935)
- 1870:
  - Ludwig Robert Müller, niemiecki internista (zm. 1962)
  - Leon Julian Padlewski, polski bakteriolog (zm. 1943)
- 1873 – Jerzy Zwierkowski, polski kontradmirał (zm. 1932)
- 1875 – Feliks Biały, polski lekarz, działacz narodowy na Górnym Śląsku (zm. 1943)
- 1876 – Erich Raeder, niemiecki admirał, dowódca Kriegsmarine (zm. 1960)
- 1877:
  - José Ingenieros, argentyński psychiatra, filozof, pisarz (zm. 1925)
  - Irene Longman, australijska działaczka społeczna, polityk (zm. 1964)
- 1879 – André Roosevelt, francuski rugbysta, przedsiębiorca hotelowy, producent filmowy (zm. 1962)
- 1880 – Gideon Sundback, amerykański inżynier, wynalazca pochodzenia szwedzkiego (zm. 1954)
- 1884 – Sergiusz Cid Pazo, hiszpański salezjanin, męczennik, błogosławiony (zm. 1936)
- 1886 – Zygmunt Klemensiewicz, polski fizyk, taternik (zm. 1963)
- 1889 – Jerzy Sobolewski, białoruski publicysta, polityk, emigracyjny działacz antykomunistyczny (zm. 1957)
- 1890 – Jan Hołyński, polski przemysłowiec, polityk, poseł na Sejm RP (zm. 1969)
- 1892:
  - Ludwik Bittner, polski generał brygady (zm. 1960)
  - Luigi Costigliolo, włoski gimnastyk (zm. 1939)
- 1894 – Walter von Bülow-Bothkamp, niemiecki pilot wojskowy, as myśliwski (zm. 1918)
- 1895:
  - Jan Jagmin-Sadowski, polski generał (zm. 1977)
  - Arlie Schardt, amerykański lekkoatleta, długodystansowiec (zm. 1980)
- 1896 – Zygmunt Grodziński, polski zoolog, wykładowca akademicki (zm. 1982)
- 1897:
  - Manuel Ávila Camacho, meksykański polityk, prezydent Meksyku (zm. 1955)
  - Benjamin Lee Whorf, amerykański językoznawca, wykładowca akademicki (zm. 1941)
- 1898 – René Leduc, francuski inżynier (zm. 1968)
- 1899 – Väinö Bremer, fiński biathlonista, pięcioboista nowoczesny (zm. 1964)
- 1900:
  - Gaston Féry, francuski lekkoatleta, sprinter (zm. 1985)
  - Elizabeth Goudge, brytyjska pisarka (zm. 1984)
- 1901 – Luis Chavez y González, salwadorski duchowny katolicki, arcybiskup metropolita San Salvador, Sługa Boży (zm. 1987)
- 1902:
  - Jerzy Czaplicki, polski śpiewak operowy (baryton) (zm. 1992)
  - Zygmunt Pisarski, polski duchowny katolicki, męczennik, błogosławiony (zm. 1943)
  - Hans Struksnæs, norweski żeglarz sportowy (zm. 1983)
  - Gustaf Wejnarth, szwedzki lekkoatleta, sprinter (zm. 1990)
- 1903 – José Antonio Primo de Rivera, hiszpański polityk (zm. 1936)
- 1904:
  - Willem de Kooning, amerykański malarz pochodzenia holenderskiego (zm. 1997)
  - Jędrzej Krysiński, polski malarz (zm. 1993)
  - Czesław Lech, polski porucznik AK, uczestnik powstania warszawskiego (zm. 1944)
  - Józef Proszowski, polski rzeźbiarz, medalier (zm. 1961)
  - Ragnvald Skrede, norweski pisarz, dziennikarz, krytyk literacki, tłumacz (zm. 1983)
  - Nikołaj Szkodunowicz, radziecki generał-lejtnant (zm. 1964)
- 1905:
  - Alfred Bates, amerykański lekkoatleta, skoczek w dal (zm. 1999)
  - José Galván Rodríguez, hiszpański introligator (zm. 1989)
  - Robert Penn Warren, amerykański prozaik, poeta, krytyk literacki (zm. 1989)
- 1906:
  - William Joyce, brytyjski polityk faszystowski pochodzenia amerykańskiego, niemiecki propagandzista (zm. 1946)
  - Genowefa Kobielska-Cejzikowa, polska lekkoatletka, miotaczka (zm. 1993)
  - Antoni Rychel, polski urzędnik, oficer AK (zm. 1943)
- 1907:
  - Theodor van Eupen, niemiecki funkcjonariusz i zbrodniarz nazistowski (zm. 1944)
  - Stefan Stanisław Okrzeja, polski porucznik pilot (zm. 1939)
  - Zygmunt Patkowski, polski baletmistrz, choreograf (zm. 1977)
  - William Sargant, brytyjski psychiatra (zm. 1988)
- 1908:
  - Wiktor Abakumow, radziecki wysoki funkcjonariusz służb specjalnych cywilnych i wojskowych (zm. 1954)
  - Wiera Czaplina, rosyjska pisarka (zm. 1994)
  - Marceline Day, amerykańska aktorka (zm. 2000)
  - Inga Gentzel, szwedzka lekkoatletka, sprinterka i biegaczka średniodystansowa (zm. 1991)
  - Józef Gosławski, polski rzeźbiarz, medalier (zm. 1963)
  - Antoni Nowotarski, polski architekt, grafik (zm. 1988)
- 1909:
  - Konrad Frey, niemiecki gimnastyk (zm. 1974)
  - Bernhard Grzimek, niemiecki zoolog (zm. 1987)
- 1910:
  - Claude Backvis, belgijski slawista, historyk literatury polskiej (zm. 1998)
  - Stanisław Kowalczyk, polski ślusarz, polityk, poseł na Sejm RP (zm. 1992)
  - Ryszard Mossin, polski dziennikarz emigracyjny (zm. 2003)
- 1911:
  - Eugen Jebeleanu, rumuński poeta, tłumacz (zm. 1991)
  - Jan Pelnář, czechosłowacki polityk (zm. 1982)
- 1912:
  - Stanisław Leinweber, polski podporucznik, siatkarz (zm. 1940)
  - Ruth Osburn, amerykańska lekkoatletka, dyskobolka (zm. 1994)
  - Mieczysław Reder, polski rzeźbiarz, pedagog (zm. 1991)
  - Julian Rogoziński, polski eseista, tłumacz, krytyk literacki (zm. 1980)
- 1913:
  - Katarzyna Celestyna Faron, polska zakonnica, męczennica, błogosławiona (zm. 1944)
  - Julian Perkal, polski matematyk (zm. 1965)
  - Joe Vogler, amerykański polityk (zm. 1993)
- 1914:
  - William Castle, amerykański aktor, reżyser i producent filmowy pochodzenia żydowskiego (zm. 1977)
  - Li Zuopeng, chiński dowódca wojskowy (zm. 2009)
  - Maria Wierna, polska dyplomatka (zm. 2004)
- 1915 – Salvador Borrego, meksykański pisarz, dziennikarz, publicysta, propagator teorii spiskowych (zm. 2018)
- 1916:
  - Grigorij Fiedotow, rosyjski piłkarz, trener (zm. 1957)
  - Lou Thesz, amerykański wrestler pochodzenia austro-węgierskiego (zm. 2002)
- 1917 – Bertel Storskrubb, fiński lekkoatleta, sprinter, płotkarz i średniodystansowiec (zm. 1996)
- 1919:
  - Axel von dem Bussche, niemiecki major (zm. 1993)
  - Glafkos Kliridis, cypryjski polityk, prezydent Cypru (zm. 2013)
  - César Manrique hiszpański malarz, rzeźbiarz, architekt, ekolog (zm. 1992)
  - Jakub Sądej, polski leśnik, przewodnik turystyczny (zm. 1987)
  - Pēteris Strautmanis, radziecki i łotewski polityk (zm. 2007)
- 1920:
  - Ugo Pirro, włoski scenarzysta filmowy (zm. 2008)
  - Stanisław Portalski, polski chemik (zm. 2011)
  - Giorgio Salvini, włoski fizyk, polityk (zm. 2015)
  - Wincenty Szober, polski kapral podchorąży, uczestnik powstania warszawskiego, fotoreporter (zm. 2009)
- 1921:
  - Władimir Afanasjew, radziecki pilot wojskowy, as myśliwski (zm. 1979)
  - Antoni Kolaśniewski, polski koszykarz (zm. 1977)
  - Heinz Krügel, niemiecki piłkarz, trener (zm. 2008)
  - Gerhard Lusenti, szwajcarski piłkarz (zm. 1996)
  - Ercole Rabitti, włoski piłkarz, trener (zm. 2009)
  - Kjell Rosén, szwedzki piłkarz (zm. 1999)
- 1922:
  - Susanna Agnelli, włoska polityk, minister spraw zagranicznych, eurodeputowana (zm. 2009)
  - Stanisław Antos, polski generał dywizji (zm. 1992)
  - Anna Boyé-Guerquin, polska architekt (zm. 2001)
  - Blue Demon, meksykański luchador, aktor (zm. 2000)
  - Antun Bogetić, chorwacki duchowny katolicki, biskup porecko-pulski (zm. 2017)
  - Zygmunt Brykalski, polski dziennikarz, uczestnik powstania warszawskiego, polityk (zm. 1980)
- 1923:
  - Ludmiła Łączyńska, polska aktorka (zm. 2019)
  - Kazimierz Zieliński, polski rzeźbiarz, pedagog (zm. 2010)
- 1924:
  - Pierre Adam, francuski kolarz torowy i szosowy (zm. 2012)
  - Witold Cęckiewicz, polski architekt (zm. 2023)
  - Nahuel Moreno, argentyński polityk, trockista (zm. 1987)
  - Eric Pleskow, austriacki producent filmowy (zm. 2019)
- 1925:
  - Jerzy Chmura, polski prawnik, senator (zm. 2016)
  - Franco Leccese, włoski lekkoatleta, sprinter (zm. 1992)
  - Zygmunt Zieliński, polski generał dywizji (zm. 2017)
- 1926:
  - Stefan Chojnowski, polski poeta, działacz społeczny
  - Thorbjörn Fälldin, szwedzki polityk, premier Szwecji (zm. 2016)
  - Heriberto Herrera, paragwajski piłkarz, trener (zm. 1996)
  - Józef Jacewicz, polski generał brygady pilot (zm. 1975)
- 1927:
  - Josy Barthel, luksemburski lekkoatleta, średniodystansowiec, polityk (zm. 1992)
  - Bogdan Czabański, polski dydaktyk wychowania fizycznego (zm. 2003)
  - Pasqualino De Santis, włoski operator filmowy (zm. 1996)
  - Jaroslav Fikejz, czeski lekkoatleta, skoczek w dal (zm. 2008)
  - Donato Squicciarini, włoski duchowny katolicki, arcybiskup, nuncjusz apostolski (zm. 2006)
- 1928:
  - Giorgio Bernardin, włoski piłkarz (zm. 2011)
  - Tommy Docherty, szkocki piłkarz, trener (zm. 2020)
  - Jerzy Tchórzewski, polski malarz, grafik, poeta (zm. 1999)
- 1929:
  - André Darrigade, francuski kolarz szosowy i torowy
  - Rajkumar, indyjski aktor (zm. 2006)
  - Jerzy Smyk, polski aktor (zm. 1991)
- 1930:
  - Richard Donner, amerykański reżyser i producent filmowy (zm. 2021)
  - Conn Findlay, amerykański żeglarz sportowy, wioślarz (zm. 2021)
  - Elspeth Hay, brytyjska lekkoatletka, sprinterka
  - Zygfryd Korpalski, polski rzeźbiarz (zm. 2020)
  - Jurij Lewada, rosyjski socjolog, dziennikarz, publicysta (zm. 2006)
  - Rodolfo Micheli, argentyński piłkarz, trener (zm. 2022)
  - José Sarney, brazylijski prawnik, adwokat, malarz, poeta, polityk, prezydent Brazylii
  - Dorothy Uhnak, amerykańska pisarka (zm. 2006)
- 1931:
  - Antonio Attolini Lack, meksykański architekt, nauczyciel akademicki (zm. 2012)
  - Bolesław Ciepiela, polski literat, redaktor, regionalista (zm. 2021)
  - Jan Malinowski, polski żużlowiec, trener (zm. 2018)
  - Aleksiej Nikołajew, rosyjski kompozytor (zm. 2003)
  - Bridget Riley, brytyjska malarka
- 1932:
  - Tamás Gábor, węgierski szpadzista (zm. 2007)
  - Wladimir Jengibarian, rosyjski bokser (zm. 2013)
  - Sajan Singh, indyjski zapaśnik
- 1933:
  - Liam Hyland, irlandzki polityk
  - Helmuth Lohner, austriacki aktor (zm. 2015)
  - Freddie Scott, amerykański wokalista (zm. 2007)
  - Ryszard Wiśniewski, polski piłkarz (zm. 2023)
- 1934:
  - Carlo Ghidelli, włoski duchowny katolicki, arcybiskup Lanciano-Ortony
  - Shirley MacLaine, amerykańska aktorka, piosenkarka, tancerka, pisarka
  - Mike Taylor, brytyjski kierowca wyścigowy (zm. 2017)
- 1935:
  - Jerzy Godziszewski, polski pianista (zm. 2016)
  - Tomasz Hopfer, polski dziennikarz i komentator sportowy, prezenter telewizyjny (zm. 1982)
  - Elisabeta Polihroniade, rumuńska szachistka, sędzina, dziennikarka (zm. 2016)
- 1936:
  - Guillermo Escalada, urugwajski piłkarz (zm. 2023)
  - František Husák, czeski aktor (zm. 1991)
  - Jill Ireland, brytyjska aktorka (zm. 1990)
  - Joseph Atsumi Misue, japoński duchowny katolicki, biskup Hiroszimy (zm. 2016)
- 1937:
  - Joe Henderson, amerykański saksofonista jazzowy (zm. 2001)
  - Reinhold Joest, niemiecki kierowca wyścigowy
  - Stanisław Pasternak, polski poeta, prozaik
  - Kaweh Pur Rahnama, irański pisarz, iranista (zm. 2012)
  - Wiktor Zubkow, rosyjski koszykarz (zm. 2016)
- 1938:
  - Angel Gelmi Bertocchi, włoski duchowny katolicki, biskup Cochabamby (zm. 2016)
  - Artur Korobowicz, polski prawnik, historyk prawa (zm. 2017)
  - Andrzej Mundkowski, polski kompozytor, pianista jazzowy (zm. 1979)
  - Zofia Nasierowska, polska fotografka (zm. 2011)
- 1939:
  - Lili Iwanowa, bułgarska piosenkarka
  - Ernst Zündel, niemiecki negacjonista, wydawca, publicysta (zm. 2017)
- 1940:
  - Sue Grafton, amerykańska pisarka (zm. 2017)
  - Michael Parks, amerykański aktor, piosenkarz (zm. 2017)
- 1941:
  - Richard Holbrooke, amerykański dyplomata, polityk (zm. 2010)
  - Alexander Ruttkay, słowacki archeolog, historyk (zm. 2025)
- 1942:
  - Marianna Bocian, polska poetka (zm. 2003)
  - Kim Yang Gŏn, północnokoreański polityk (zm. 2015)
  - Barbra Streisand, amerykańska aktorka, piosenkarka pochodzenia żydowskiego
  - George William Vella, maltański lekarz, polityk, prezydent Malty
- 1943:
  - David Morrell, kanadyjski pisarz
  - Gordon West, angielski piłkarz, bramkarz (zm. 2012)
- 1944:
  - Thumma Bala, indyjski duchowny katolicki, arcybiskup Hajdarabad (zm. 2024)
  - Andrzej Glapiński, polski inżynier, polityk, poseł na Sejm RP
  - Zianon Pazniak, białoruski archeolog, polityk, działacz społeczny
  - Tony Visconti, amerykański producent muzyczny, muzyk, wokalista
- 1945:
  - Doug Clifford, amerykański perkusista, członek zespołu Creedence Clearwater Revival
  - Mick Jones, angielski piłkarz
  - Larry Tesler, amerykański programista komputerowy (zm. 2020)
- 1946:
  - Giuseppe Piemontese, włoski duchowny katolicki, biskup Terni-Narni-Amelia
  - Eva Šuranová, słowacka lekkoatletka, skoczkini w dal (zm. 2016)
  - Marek Wagner, polski polityk, poseł na Sejm RP, dyplomata
  - Adam Żelazny, polski trener i sędzia siatkarski
- 1947:
  - Josep Borrell, hiszpański polityk
  - João Braz de Aviz, brazylijski duchowny katolicki, arcybiskup Brasílii, kardynał
  - Richard Garcia, amerykański duchowny katolicki, biskup Monterey (zm. 2018)
  - Roger Kornberg, amerykański chemik, laureat Nagrody Nobla pochodzenia żydowskiego
  - Harald Vollmar, niemiecki strzelec sportowy
- 1948:
  - Janusz Marchwiński, polski dziennikarz, mecenas sztuki
  - István Szívós, węgierski piłkarz wodny (zm. 2019)
- 1949:
  - Edward Hart, amerykański lekkoatleta, sprinter
  - Kalkot Mataskelekele, vanuacki polityk, prezydent Vanuatu
  - Zenon Nowak, polski związkowiec, polityk, senator RP (zm. 2002)
  - Tritan Shehu, albański lekarz, polityk
- 1950:
  - Michał Borowski, polski architekt, historyk sztuki (zm. 2020)
  - Rafael González, chilijski piłkarz
  - Jerzy Kryszak, polski aktor, satyryk
  - Henryk Maculewicz, polski piłkarz
- 1951:
  - Giuseppe Bausardo, egipski duchowny katolicki, wikariusz apostolski Aleksandrii
  - Christian Bobin, francuski pisarz, poeta (zm. 2022)
  - Roberto Camilleri Azzopardi, maltański duchowny katolicki, biskup Comayagua (zm. 2023)
  - Przemysław Dymarski, polski inżynier
  - Enda Kenny, irlandzki polityk, premier Irlandii
  - Steven Lisberger, amerykański reżyser, producent i scenarzysta filmowy
- 1952:
  - Wiaczesław Czukanow, rosyjski jeździec sportowy
  - Jean-Paul Gaultier, francuski projektant mody, muzyk
  - Ewa Szymańska, polska ekonomistka, działaczka samorządowa, polityk, poseł na Sejm RP
- 1953:
  - Eric Bogosian, amerykański aktor, dramaturg, prozaik
  - Stanisław Huskowski, polski polityk, prezydent Wrocławia
  - Mirosław Styczeń, polski polityk, wojewoda bielski, poseł na Sejm RP
- 1954:
  - Mumia Abu-Jamal, amerykański dziennikarz, aktywista polityczny, zabójca
  - Marek S. Huberath, polski fizyk, pisarz
  - Wiktor Sokołow, rosyjski kolarz szosowy i torowy
  - Arkadiusz Wantoła, polski skoczek spadochronowy (zm. 2021)
- 1955:
  - Eamon Gilmore, irlandzki polityk
  - Ernie Grunfeld, amerykańsko-rumuński koszykarz, trener, działacz klubowy pochodzenia żydowskiego
  - John de Mol, holenderski przedsiębiorca
  - Michael O’Keefe, amerykański aktor
  - Serge Vohor, vanuacki polityk, minister spraw zagranicznych, premier Vanuatu (zm. 2024)
- 1956:
  - Jiří Janeček, czeski dziennikarz
  - Hisashi Katō, japoński piłkarz
  - Mirko Puzović, jugosłowiański bokser
  - Mirosław Sajewicz, polski piłkarz (zm. 2016)
  - Jan Svensson, szwedzki piłkarz
- 1957:
  - Hanna Banaszak, polska piosenkarka, wokalistka jazzowa
  - Miroslav Beránek, czeski piłkarz, trener
  - Uri Malmilian, izraelski piłkarz, trener
  - Wojciech Mazowiecki, polski dziennikarz, publicysta
  - Bamir Topi, albański biolog, polityk, prezydent Albanii
- 1958:
  - Artur Rêgo, portugalski adwokat, działacz sportowy, polityk
  - Steven Wright, brytyjski seryjny morderca
- 1959:
  - Ronnie Båthman, szwedzki tenisista
  - Tadeusz Fajfer, polski piłkarz, bramkarz, trener
  - Eric Wagner, amerykański wokalista heavymetalowy (zm. 2021)
  - Bożena Waloch, polska siatkarka
  - Paula Yates, brytyjska prezenterka telewizyjna (zm. 2000)
  - Serhij Żurawlow, ukraiński piłkarz (zm. 2025)
- 1960:
  - Masami Kikuchi, japoński aktor
  - Anders Palmér, szwedzki piłkarz
  - Sergejs Povečerovskis, łotewski hokeista, trener pochodzenia rosyjskiego
- 1961:
  - José Miguel Gómez Rodríguez, kolumbijski duchowny katolicki, biskup Facatativy
  - Roger Mayweather, amerykański bokser, trener (zm. 2020)
  - Tetsuya Totsuka, japoński piłkarz
  - José Touré, francuski piłkarz pochodzenia malijskiego
- 1962:
  - Jolanta Błędowska, polska hokeistka na trawie
  - Michael Grenda, australijski kolarz szosowy i torowy
  - Heike Kemmer, niemiecka jeźdźczyni sportowa
  - Stuart Pearce, angielski piłkarz, trener
- 1963:
  - Lajos Détári, węgierski piłkarz
  - Marek Leśniewski, polski kolarz szosowy
  - Iwona Sadowska, polska reżyserka filmów dokumentalnych
  - Charlot Salwai, vanuacki polityk, premier Vanuatu
- 1964:
  - Helga Arendt, niemiecka lekkoatletka, sprinterka (zm. 2013)
  - Gabriel Barba, argentyński duchowny katolicki, biskup Gregorio de Laferrère
  - Cedric the Entertainer, amerykański aktor, komik
  - Djimon Hounsou, amerykański aktor
- 1965:
  - Aldis Intlers, łotewski bobsleista (zm. 1994)
  - Natalie Jaresko, ukraińsko-amerykańska bizneswoman, polityk, dyplomata
  - Rosalinda Serfaty, argentyńsko-wenezuelska aktorka pochodzenia żydowskiego
  - Steve Trittschuh, amerykański piłkarz
- 1966:
  - Alessandro Costacurta, włoski piłkarz
  - Mieczysław Golba, polski przedsiębiorca, działacz piłkarski, polityk, poseł na Sejm RP
  - Pascale Paradis-Mangon, francuska tenisistka
  - Andreas Schönbächler, szwajcarski narciarz dowolny
  - Wendy Vereen, amerykańska lekkoatletka, sprinterka
- 1967:
  - Linas Domarackas, litewski artysta malarz
  - Shannon Larkin, amerykański perkusista, członek zespołu Godsmack
  - Dino Rađa, chorwacki koszykarz
  - Omar Vizquel, wenezuelski baseballista
  - Mirosław Zazula, polski pięcioboista nowoczesny (zm. 1992)
- 1968:
  - Aidan Gillen, irlandzki aktor
  - Hashim Thaçi, kosowski polityk, premier Kosowa
- 1969:
  - Ilias Atmadzidis, grecki piłkarz, bramkarz
  - Melinda Clarke, amerykańska aktorka
  - Rory McCann, szkocki aktor
  - Mirko Tomassoni, sanmaryński polityk, kapitan regent San Marino
  - Monika Warnicka, polska lekkoatletka, sprinterka i płotkarka
- 1970:
  - Patrik Juhlin, szwedzki hokeista
  - Ryōko Sakae, japońska zapaśniczka
  - Stelio Savante, południowoafrykański aktor
- 1971:
  - Craig Burley, szkocki piłkarz
  - Grażyna Kania, polska reżyserka teatralna
  - James Marape, papuaski polityk, premier Papui-Nowej Gwinei
  - Stefania Rocca, włoska aktorka
- 1972:
  - Dagmara Babiarz, polska dziennikarka, pisarka, podróżniczka
  - Csilla Füri, węgierska pięcioboistka nowoczesna
  - Jure Košir, słoweński narciarz alpejski
- 1973:
  - Dean Armstrong, kanadyjski aktor
  - Damon Lindelof, amerykański scenarzysta i producent telewizyjny
  - Brian Marshall, amerykański basista, członek zespołu Alter Bridge
- 1974:
  - Derek Luke, amerykański aktor
  - Jarosław Mamczarski, polski kompozytor, pedagog
  - Bianca Matković, chorwacka polityk
  - Tomáš Polák, czeski szachista
  - Deon Prinsloo, południowoafrykański żużlowiec (zm. 2011)
  - Stephen Wiltshire, brytyjski sawant, malarz, grafik
- 1975:
  - Marek Bielecki, polski prawnik, kanonista, wykładowca akademicki
  - Sebastian Bieniek, niemiecki malarz, fotograf, reżyser filmowy
  - Sam Doumit, amerykańska aktorka pochodzenia libańskiego
  - Thad Luckinbill, amerykański aktor
  - Maciej Maćkowiak, polski lekkoatleta, wieloboista
  - Ricardo Mannetti, namibijski piłkarz, trener
  - Nora Navas, hiszpańska aktorka
  - Stuart Pettman, angielski snookerzysta
  - Estas Tonne, ukraiński gitarzysta pochodzenia niemiecko-żydowskiego
  - Elżbieta Wolnik, polska lekkoatletka, młociarka
- 1976:
  - Hedda Berntsen, norweska narciarka dowolna
  - Steve Finnan, irlandzki piłkarz
  - Mike Garcia, amerykański polityk, kongresmen
  - Sonya Jeyaseelan, kanadyjska tenisistka
  - Roman Kresta, czeski kierowca rajdowy
  - Frédéric Niemeyer, kanadyjski tenisista
- 1977:
  - Eric Balfour, amerykański aktor
  - Carlos Beltrán, portorykański baseballista
  - Nicolas Cazalé, francuski aktor
  - Rebecca Mader, brytyjska aktorka, modelka
  - Diego Placente, argentyński piłkarz
  - Andrzej Samoraj, polski samorządowiec, burmistrz Drobina (zm. 2020)
- 1978:
  - Branislav Becík, słowacki samorządowiec, przewodniczący kraju nitrzańskiego
  - Willy Blain, francuski bokser
  - Jesper Christiansen, duński piłkarz, bramkarz
  - Przemysław Matyjaszek, polski judoka
  - Krzysztof Pluskota, polski aktor, kabareciarz
  - Anna Szyćko, polska koszykarka
  - Tomasz Szymański, polski samorządowiec, polityk, poseł na Sejm RP
  - Jiří Vaněk, czeski tenisista
  - Maksim Woitiul, białoruski tancerz baletowy
- 1979:
  - Marie Picasso, szwedzka piosenkarka
  - Maciej Zień, polski projektant mody i wnętrz
- 1980:
  - Fernando Arce, meksykański piłkarz
  - Karen Asrian, ormiański szachista (zm. 2008)
  - Reagan Gomez-Preston, amerykańska aktorka
  - Austin Nichols, amerykański aktor
- 1981:
  - Sasha Barrese, amerykańska aktorka
  - Andrija Delibašić, czarnogórski piłkarz (zm. 2025)
  - Taylor Dent, amerykański tenisista
  - Yūko Nakanishi, japońska pływaczka
  - Marcus Túlio Tanaka, japoński piłkarz pochodzenia brazylijskiego
- 1982:
  - Kelly Clarkson, amerykańska piosenkarka, autorka tekstów, aktorka
  - Irina Czaszczina, rosyjska gimnastyczka
  - Nicole Davis, amerykańska siatkarka
  - David Oliver, amerykański lekkoatleta, płotkarz
  - Patrick Pemberton, kostarykański piłkarz, bramkarz
  - Amber Peterson, kanadyjska narciarka
  - Simon Tischer, niemiecki siatkarz
- 1983:
  - Jenny Adler, niemiecka biathlonistka
  - Radosław Cierzniak, polski piłkarz, bramkarz
  - Elżbieta Danilczyk, polska lekkoatletka, kulomiotka
  - Chietag Gaziumow, rosyjski zapaśnik pochodzenia osetyjskiego
  - Iman bint Husajn, jordańska księżniczka
  - Abderrahman Kabous, marokański piłkarz
  - Serhij Krawczenko, ukraiński piłkarz
  - Hanna Melnyczenko, ukraińska lekkoatletka, wieloboistka
  - Kamila Szczepańska, polska brydżystka
- 1984:
  - Vendula Adlerová, czeska siatkarka
  - Paulius Jankūnas, litewski koszykarz
  - Andrew Mwesigwa, ugandyjski piłkarz
  - Guirane N’Daw, senegalski piłkarz
- 1985:
  - Alexandru Bourceanu, rumuński piłkarz
  - Aleksandra Chomać, polska koszykarka
  - Courtnee Draper, amerykańska aktorka
  - Joséphine Jobert, francuska aktorka, piosenkarka
  - Michael Rodgers, amerykański lekkoatleta, sprinter
  - Pauline Soullard, francuska siatkarka
- 1986:
  - Takuya Kawamura, japoński koszykarz
  - Dariusz Kuć, polski lekkoatleta, sprinter
  - Rajko Prodanović, serbski piłkarz ręczny
  - Kellin Quinn, amerykański wokalista, członek zespołu Sleeping with Sirens
  - Monika Rosa, polska politolog, polityk, poseł na Sejm RP
  - Tahyna Tozzi, australijska modelka, piosenkarka, aktorka
- 1987:
  - Khalid Boutaïb, marokański piłkarz
  - Welington Castillo, dominikański baseballista
  - Simone Corsi, włoski motocyklista wyścigowy
  - Laurianne Delabarre, francuska siatkarka
  - Ben Howard, brytyjski piosenkarz, autor tekstów
  - Kris Letang, kanadyjski hokeista
  - Serdar Tasci, niemiecki piłkarz pochodzenia tureckiego
  - Jan Vertonghen, belgijski piłkarz
- 1988:
  - Jey Crisfar, belgijski aktor
  - Piotr Gawron-Jedlikowski, polski aktor
  - László Gonda, węgierski szachista
  - Neil Hans, papuaski piłkarz
  - Julianna Karaulowa, rosyjska piosenkarka
  - Laura López, hiszpańska pływaczka synchroniczna
  - Marika Popowicz-Drapała, polska lekkoatletka, sprinterka
  - Rafał Szatan, polski aktor, wokalista
  - Bibiro Ali Taher, czadyjska biegaczka
  - Lance Thomas, amerykański koszykarz
- 1989:
  - Elīna Babkina, łotewska koszykarka
  - David Boudia, amerykański skoczek do wody
  - Naomi Cavaday, brytyjska tenisistka
  - Pieter Coolman, belgijski siatkarz
  - Melani Costa, hiszpańska pływaczka
  - Alenka Čebašek, słoweńska biegaczka narciarska
  - Melissa Gergel, amerykańska lekkoatletka, tyczkarka
  - Ian Matos, brazylijski skoczek do wody (zm. 2021)
  - Gaioz Nigalidze, gruziński szachista
- 1990:
  - Mariano Bíttolo, argentyński piłkarz
  - Jan Veselý, czeski koszykarz
  - Mikaela Wulff, fińska żeglarka sportowa
- 1991:
  - Sigrid Agren, francuska modelka
  - Carter Cruise, amerykańska aktorka pornograficzna
  - Stijn D’Hulst, belgijski siatkarz
  - Batuhan Karadeniz, turecki piłkarz
  - Kalle Katajisto, fiński żużlowiec
  - Donou Kokou, togijski piłkarz
  - Karolina Kucharczyk, polska lekkoatletka, skoczkini w dal
  - Tyler Naquin, amerykański baseballista
- 1992:
  - Zuzanna Czyżnielewska, polska siatkarka
  - Sam Deroo, belgijski siatkarz
  - Laura Gil, hiszpańska koszykarka
  - Joe Keery, amerykański aktor, muzyk
  - Laura Kenny, brytyjska kolarka torowa
  - Yūki Kobayashi, japoński piłkarz
  - Pawieł Krotow, rosyjski narciarz dowolny (zm. 2023)
  - Jamile Samuel, holenderska lekkoatletka, sprinterka
  - Doc Shaw, amerykański aktor, raper, piosenkarz
  - Rafaela Silva, brazylijska judoczka
  - Scott Wilson, kanadyjski hokeista
  - Ignat Ziemczenko, rosyjski hokeista
- 1993:
  - Ben Davies, walijski piłkarz
  - Alina Komaszczuk, ukraińska szablistka
  - Abigail Thorn, amerykańska youtuberka, aktorka
- 1994:
  - Stuart Dutamby, francuski lekkoatleta, sprinter
  - Yui Kamiji, japońska niepełnosprawna tenisistka
  - Vedat Muriqi, kosowski piłkarz
  - Łukasz Przybylski, polski łucznik sportowy
  - Artūrs Ševčenko, łotewski hokeista
- 1995:
  - Axel Chapelle, francuski lekkoatleta, tyczkarz
  - Kehlani, amerykańska piosenkarka, autorka tekstów
  - Bartosz Nastaj, polski piłkarz ręczny
- 1996:
  - Ashleigh Barty, australijska tenisistka
  - Jack Byrne, irlandzki piłkarz
  - Anna Hopkin, brytyjska pływaczka
  - Ukyō Sasahara, japoński kierowca wyścigowy
- 1997:
  - Kiriłł Aloszyn, rosyjski łyżwiarz figurowy
  - Alona Bugakowa, rosyjska lekkoatletka, dyskobolka i kulomiotka
  - Pier-André Côté, kanadyjski kolarz szosowy
  - Fabio Depaoli, włoski piłkarz
  - Jérémy Gélin, francuski piłkarz
  - Bohdan Kowałenko, ukraiński piłkarz
  - Wieronika Kudiermietowa, rosyjska tenisistka
  - Tomáš Ladra, czeski piłkarz
  - Erik Palmer-Brown, amerykański piłkarz
  - Tim van Rijthoven, holenderski tenisista
- 1998:
  - Marcin Budziński, polski kolarz szosowy, górski i przełajowy
  - Tomasz Budziński, polski kolarz szosowy, górski i przełajowy
  - Edson Fernando, brazylijski piłkarz
  - Ryan Newman, amerykańska aktorka, piosenkarka, modelka
- 1999:
  - Krystian Bondzior, polski piłkarz ręczny
  - Mario Ćuže, chorwacki piłkarz
  - Palkó Dárdai, węgierski piłkarz
  - Valentine Fortin, francuska kolarka torowa i szosowa
  - Mads Kyed Jensen, duński siatkarz
  - Daniel Paraschiv, rumuński piłkarz
  - Salah Zakaria, katarski piłkarz, bramkarz pochodzenia egipskiego
- 2000:
  - Alessandro Fancellu, włoski kolarz szosowy
  - Julija Hatouka, białoruska tenisistka
  - Courtney Sarault, kanadyjska łyżwiarka szybka, specjalistka short tracku
- 2001:
  - Rajana Asłanbekowa, czeczeńska piosenkarka
  - Anastasija Miszyna, rosyjska łyżwiarka figurowa
  - Erik Röhrs, niemiecki siatkarz
- 2002:
  - Olivia Gadecki, australijska tenisistka pochodzenia polskiego
  - Kuba Szmajkowski, polski piosenkarz, autor tekstów
  - Exequiel Zeballos, argentyński piłkarz
- 2005 – Neyser Villarreal, kolumbijski piłkarz
- 2006 – Taizo Yoshida, japoński zapaśnik
- 2007 – Estêvão, brazylijski piłkarz

## Zmarli
- 624 – Mellit z Canterbury, pierwszy biskup Londynu, arcybiskup Canterbury, święty (ur. ?)
- 1383 – Henryk III, książę Meklemburgii (ur. ok. 1337)
- 1396 – Stefano Palosio, włoski kardynał (ur. ?)
- 1439 – Stanisław z Pawłowic, polski duchowny katolicki, biskup płocki (ur. ok. 1390)
- 1521 – Juan de Padilla, kastylijski dowódca wojskowy (ur. 1490)
- 1617 – Concino Concini, włoski arystokrata, polityk (ur. 1575)
- 1622 – Fidelis z Sigmaringen, niemiecki zakonnik, kaznodzieja, kontrreformator, męczennik, święty (ur. 1578)
- 1633 – Sygryda Wazówna, królewna szwedzka (ur. 1566)
- 1656 – Thomas Fincke, duński matematyk (ur. 1561)
- 1664 – Sylwiusz, książę Wirtembergii-Weiltingen, książę oleśnicki (ur. 1622)
- 1671 – François Vatel, francuski majordomus (ur. 1631)
- 1678 – Ludwik VI, landgraf Hesji-Darmstadt (ur. 1630)
- 1687 – Aleksander Polanowski, polski pułkownik roty husarskiej, stolnik wielki koronny, chorąży wielki koronny (ur. ?)
- 1731 – Daniel Defoe, brytyjski pisarz (ur. 1660)
- 1736 – Eugeniusz Sabaudzki, książę Sabaudii, dowódca armii austriackiej (ur. 1663)
- 1751 – Charles Calvert, brytyjski arystokrata, kolonizator (ur. 1699)
- 1760 – Michele Mascitti, włoski kompozytor, skrzypek (ur. 1664)
- 1767 – Jerzy Wilhelm Goltz, polski generał lejtnant, polityk (ur. ?)
- 1768 – Moritz Karl von Lynar, saski dyplomata (ur. 1702)
- 1774 – Christian Klosmann, niemiecki polityk, burmistrz Torunia (ur. 1697)
- 1784 – Franciszek Bohomolec, polski jezuita, komediopisarz, poeta, publicysta, tłumacz, wydawca (ur. 1720)
- 1791 – Benjamin Harrison V, amerykański plantator, polityk (ur. 1726)
- 1794:
  - Axel von Fersen, szwedzki polityk (ur. 1719)
  - Maksymilian Umiński, polski porucznik artylerii (ur. ?)
- 1802 – Johann August Schlettwein, niemiecki ekonomista, pisarz (ur. 1731)
- 1803 – Adélaïde Labille-Guiard, francuska malarka (ur. 1749)
- 1814 – Kajetan Potocki, polski duchowny katolicki, kanonik, ziemianin (ur. 1751)
- 1821 – Johann Peter Frank, austriacki lekarz (ur. 1745)
- 1824 – Antoni Gołaszewski, polski duchowny katolicki, biskup przemyski (ur. 1745)
- 1826 – Joanna Antyda Thouret, francuska zakonnica, święta (ur. 1765)
- 1831 – Andrzej Rostworowski, polski polityk (ur. 1745)
- 1852:
  - Leopold, wielki książę Badenii (ur. 1790)
  - Wasilij Żukowski, rosyjski poeta, prozaik, tłumacz (ur. 1783)
- 1855:
  - John Charles Herries, brytyjski polityk, finansista (ur. 1778)
  - Walenty Kratzer, polski kompozytor, śpiewak (ur. 1780)
- 1863 – Mieczysław Romanowski, polski poeta, uczestnik powstania styczniowego (ur. 1833)
- 1865 – Mikołaj Romanow, wielki książę Rosji, następca tronu (ur. 1843)
- 1866 – Hermann Hupfeld, niemiecki teolog luterański, orientalista (ur. 1796)
- 1868 – Maria Eufrazja Pelletier, francuska zakonnica, święta (ur. 1796)
- 1873 – Adolf zu Hohenlohe-Ingelfingen, pruski arystokrata, wojskowy, polityk, premier Prus (ur. 1797)
- 1875 – Samuel Prideaux Tregelles, brytyjski biblista, teolog (ur. 1813)
- 1881:
  - Teunis G. Bergen, amerykański polityk (ur. 1806)
  - Paweł Władysław Fabisz, polski duchowny katolicki, historyk Kościoła (ur. 1819)
  - Gottlob Ludwig Rabenhorst, niemiecki farmaceuta, botanik, mykolog (ur. 1806)
- 1883:
  - Kunegunda Białopiotrowiczowa, polska poetka, pisarka, działaczka społeczna, emigrantka (ur. 1793)
  - Konstanty Kumpikiewicz, polski podporucznik w powstaniu listopadowym, szpieg rosyjski w szeregach Wielkiej Emigracji (ur. ok. 1812)
- 1884 – Maria Taglioni, włoska tancerka (ur. 1804)
- 1886:
  - Teofil Łapiński, polski generał (ur. ok. 1826)
  - Antoni Rogalewicz, polski chemik, pedagog (ur. 1822)
- 1891 – Helmuth Karl Bernhard von Moltke, niemiecki feldmarszałek (ur. 1800)
- 1893:
  - Rudolf Fugert, austriacki malarz, rzeźbiarz, pozłotnik (ur. ok. 1828)
  - Fortunat Gralewski, polski aptekarz, działacz społeczny i patriotyczny, filantrop (ur. 1929)
  - Edwin Hanson Webster, amerykański prawnik, polityk (ur. 1829)
- 1898 – Michał Mosiołek, polski pisarz, publicysta, działacz społeczny (ur. 1867)
- 1900:
  - George Campbell, brytyjski arystokrata, polityk (ur. 1823)
  - Albert Grau, niemiecki architekt (ur. 1837)
  - Andrew Smith Hallidie, amerykański inżynier (ur. 1836)
- 1901 – Arvid Posse, szwedzki polityk, premier Szwecji (ur. 1820)
- 1904:
  - Franciszek Dalewski, polski działacz społeczny, konspirator, uczestnik powstania styczniowego, zesłaniec (ur. 1825)
  - Władysław Folkierski (ojciec), polski matematyk, inżynier budowlany (ur. 1841)
- 1905 – Jules-Paul Tardivel, kanadyjski pisarz, dziennikarz (ur. 1851)
- 1907 – Andrzej Retke, polski prezbiter katolicki, archidiakon łowicki, wykładowca akademicki (ur. 1851)
- 1908:
  - Valtazar Bogišić, serbski prawnik, socjolog, etnolog, antropolog, wykładowca akademicki (ur. 1834)
  - William Kenyon-Slaney, angielski piłkarz, krykiecista, polityk (ur. 1847)
- 1910 – Charles Bagge Plowright, brytyjski lekarz, mykolog, fitopatolog, wykładowca akademicki (ur. 1849)
- 1914:
  - Henryk Bobiński, polski pianista, kompozytor (ur. 1861)
  - Benedykt Menni, włoski bonifrater, święty (ur. 1841)
- 1916 – Jindřich Šolc,czeski prawnik, adwokat, polityk, burmistrz Pragi (ur. 1841)
- 1918:
  - Jewno Azef, rosyjski eserowiec, tajny agent Ochrany pochodzenia żydowskiego (ur. 1869)
  - Antoni Mars, polski ginekolog-położnik, wykładowca akademicki (ur. 1851)
  - Anton Słucki, rosyjski bolszewik, wojskowy, polityk (ur. 1884)
- 1920:
  - Joseph Fraenkel, austriacko-amerykański endokrynolog, neurolog pochodzenia żydowskiego (ur. 1867)
  - Tycho Fredrik Hugo Tullberg, szwedzki przyrodnik, zoolog, wykładowca akademicki (ur. 1842)
- 1921 – Bolesław Kapuściński, polski lekarz, działacz społeczny (ur. 1850)
- 1923 – Wilhelm-Ernest, wielki książę Saksonii-Weimar-Eisenach (ur. 1876)
- 1924:
  - G. Stanley Hall, amerykański psycholog, wykładowca akademicki (ur. 1844)
  - Anton Lipoščak, austro-węgierski generał piechoty (ur. 1863)
  - Natan Seinfeld, austriacki urzędnik kolejowy, polityk pochodzenia żydowskiego (ur. 1860)
- 1925:
  - Witold Hausner, polski prawnik, prokurator, sędzia (ur. 1852)
  - Władysław Jahl, polski prawnik, polityk (ur. 1837)
  - Petyr Janew, bułgarski prawnik, polityk (ur. 1886)
- 1926:
  - Zeinab Alif, sudańska klaryska, Służebnica Boża (ur. 1845/46)
  - Sunjong, ostatni cesarz Korei (ur. 1874)
  - Jakub Zysman, polski lekarz, działacz społeczny pochodzenia żydowskiego (ur. 1861)
- 1928:
  - Ferdinand Hummel, niemiecki kompozytor, pianista (ur. 1855)
  - Józefa Joteyko, polska psycholog, fizjolog, wykładowczyni akademicka (ur. 1866)
- 1929 – Stefan Zienkowski, polski księgarz (ur. 1853)
- 1930 – Eugeniusz Korbut, polski generał kawalerii armii rosyjskiej (ur. 1849)
- 1931:
  - Francis Xavier Dercum, niemiecki neurolog (ur. 1856)
  - Jan Albin Goetz, polski przedsiębiorca, polityk (ur. 1864)
  - Dawit Kldiaszwili, gruziński pisarz (ur. 1862)
  - Józef Sebald, polski fotograf pochodzenia szkockiego (ur. 1853)
- 1932 – Maksymilian Zand, polski przemysłowiec, działacz socjalistyczny pochodzenia żydowskiego (ur. 1876)
- 1934:
  - Émile Chautard, amerykański aktor, reżyser filmowy pochodzenia francuskiego (ur. 1864)
  - Leopold Gottlieb, polski malarz pochodzenia żydowskiego (ur. 1879)
  - Antoni Kłobukowski, francuski dyplomata pochodzenia polskiego (ur. 1855)
- 1935:
  - Otto Gerstenberg, niemiecki przedsiębiorca, kolekcjoner dzieł sztuki (ur. 1848)
  - Louis Joubin, francuski przyrodnik, wykładowca akademicki (ur. 1861)
  - Antoni Alfred Paryski, polski dziennikarz, wydawca, działacz polonijny (ur. 1865)
- 1936:
  - Bernard van Dieren, holenderski kompozytor (ur. 1887)
  - Jan Dunin-Wąsowicz, polski pułkownik artylerii (ur. 1890)
- 1938:
  - George Grey Barnard, amerykański rzeźbiarz, grafik, kolekcjoner dzieł sztuki (ur. 1863)
  - Karol Adam Romer, polski hrabia, urzędnik, dyplomata (ur. 1885)
  - František Udržal, czeski polityk, premier Czechosłowacji (ur. 1866)
- 1939:
  - Zygmunt Chmielewski, polski inżynier chemik, encyklopedysta, działacz spółdzielczy, polityk (ur. 1873)
  - Louis Trousselier, francuski kolarz szosowy (ur. 1881)
- 1941:
  - Karin Boye, szwedzka pisarka, poetka (ur. 1900)
  - George de Forest Brush, amerykański malarz (ur. 1855)
  - Rajmund Jaworowski, polski działacz socjalistyczny (ur. 1885)
  - Sisowath Monivong, król Kambodży (ur. 1875)
  - Lawrence Whitney, amerykański lekkoatleta, kulomiot (ur. 1891)
- 1942:
  - Herbert Dill, niemiecki lekkoatleta, chodziarz (ur. 1908)
  - Leonid Kulik, rosyjski mineralog, muzealnik (ur. 1883)
  - Stefan Mirau, polski lekarz, działacz społeczny i harcerski (ur. 1901)
  - Lucy Maud Montgomery, kanadyjska pisarka (ur. 1874)
  - Nikołaj Ostriakow, radziecki generał major lotnictwa (ur. 1911)
- 1943:
  - Kurt von Hammerstein-Equord, niemiecki generał (ur. 1878)
  - Grzegorz Wodzik, polski działacz komunistyczny, członek GL (ur. 1907)
- 1944:
  - Jerzy Jan Jastrzębski, polski pułkownik dyplomowany kawalerii (ur. 1895)
  - Marian Melak, polski ślusarz, działacz komunistyczny (ur. 1907)
- 1945:
  - Iwan Błażewicz, radziecki generał major (ur. 1903)
  - Rolf Carls, niemiecki admirał (ur. 1885)
  - Ernst-Robert Grawitz, niemiecki lekarz, generał, zbrodniarz wojenny (ur. 1899)
  - Walter Jost, niemiecki generał porucznik (ur. 1895)
  - Friedrich Kayssler, niemiecki aktor, pisarz, kompozytor (ur. 1874)
  - Seweryn Krzemieniewski, polski botanik, wykładowca akademicki (ur. 1871)
- 1946:
  - Alina Gryficz-Mielewska, polska aktorka (ur. 1887)
  - Tomasz Puchała, polski werbista (ur. 1890)
- 1947 – Willa Cather, amerykańska pisarka (ur. 1873)
- 1948:
  - Wasilij Askalepow, radziecki generał major (ur. 1900)
  - Manuel María Ponce, meksykański kompozytor, pianista, folklorysta, pedagog (ur. 1882)
  - Jāzeps Vītols, łotewski kompozytor, rektor (ur. 1863)
- 1949:
  - Stefan Katzy, polski piłkarz (ur. 1906)
  - Franciszek Kwiatkowski, polski jezuita, filozof, wykładowca akademicki (ur. 1888)
- 1950:
  - Pawieł Bogdanow, radziecki generał major, kolaborant (ur. 1900)
  - Paweł Brandys, polski duchowny katolicki, polityk, poseł na Sejm i senator RP (ur. 1869)
- 1951:
  - Alphonse Georges, francuski generał armii (ur. 1875)
  - Stefan Łodzieski, polski przedsiębiorca, działacz polonijny (ur. 1882)
- 1952 – Hendrik Anthony Kramers, holenderski fizyk, wykładowca akademicki (ur. 1894)
- 1953:
  - Włodzimierz Pawłowski, polski kapitan, działacz ludowy i antykomunistyczny (ur. 1911)
  - Iwan Sołoniewicz, rosyjski piłkarz, dziennikarz, publicysta, pisarz, działacz polityczno-społeczny, emigrant (ur. 1891)
- 1954:
  - Guy Mairesse, francuski kierowca wyścigowy (ur. 1910)
  - Michaił Starokadomski, rosyjski kompozytor, organista, pedagog (ur. 1901)
- 1955:
  - Józef Kawczyński, polski tkacz, działacz komunistyczny (ur. 1868)
  - Alfred Polgar, austriacki pisarz, tłumacz, satyryk, krytyk literacki (ur. 1873)
  - Irvine Thornley, angielski piłkarz (ur. 1883)
- 1956:
  - Albrecht Alt, niemiecki teolog protestancki (ur. 1883)
  - Henry Stephenson, brytyjski aktor (ur. 1871)
- 1957 – Maria Elżbieta Hesselblad, szwedzka zakonnica, święta (ur. 1870)
- 1958 – Richard Benedict Goldschmidt, niemiecko-amerykański genetyk, wykładowca akademicki pochodzenia żydowskiego (ur. 1878)
- 1960:
  - Włodzimierz Godek, polski dziennikarz (ur. 1929)
  - Max von Laue, niemiecki fizyk, wykładowca akademicki, laureat Nagrody Nobla (ur. 1879)
- 1962:
  - Franciszek Dąbrowski, polski komandor porucznik (ur. 1904)
  - Wacław Dąbrowski, polski mikrobiolog, wykładowca akademicki (ur. 1879)
  - Piotr Potworowski, polski malarz, scenograf, pedagog (ur. 1898)
  - Emilio Prados, hiszpański poeta (ur. 1899)
- 1964:
  - Hermann Barrelet, francuski wioślarz (ur. 1879)
  - Gerhard Domagk, niemiecki patolog, mikrobiolog, wykładowca akademicki, laureat Nagrody Nobla (ur. 1895)
- 1965:
  - Louise Dresser, amerykańska aktorka (ur. 1878)
  - Owney Madden, amerykański przestępca pochodzenia irlandzkiego (ur. 1891/92)
- 1966 – Simon Czikowani, gruziński poeta (ur. 1903)
- 1967:
  - Enrico Dante, włoski kardynał (ur. 1884)
  - Władimir Komarow, radziecki inżynier, pułkownik lotnictwa, kosmonauta (ur. 1927)
- 1968:
  - Franz Bilko, austriacki malarz, rysownik, grafik (ur. 1894)
  - Walter Tewksbury, amerykański lekkoatleta, sprinter i płotkarz (ur. 1876)
- 1970 – Otis Spann, amerykański bluesman (ur. 1924 lub 1930)
- 1971 – Lennie Hayton, amerykański kompozytor, dyrygent (ur. 1908)
- 1972 – Jamini Roy, indyjski malarz (ur. 1887)
- 1974:
  - Bud Abbott, amerykański aktor (ur. 1895)
  - Wilhelm Goldmann, niemiecki wydawca (ur. 1897)
  - Franz Jonas, austriacki samorządowiec, polityk, burmistrz Wiednia, kanclerz Austrii (ur. 1899)
  - Kenneth Leask, brytyjski pilot wojskowy, as myśliwski (ur. 1896)
  - Konstantin Ogurcow, radziecki polityk (ur. 1903)
- 1975:
  - Salim Ajtkułow, radziecki podporucznik (ur. 1913)
  - Eufemia Malinowska, polska podporucznik (ur. 1909)
- 1976:
  - Arvid Noe, norweski marynarz, kierowca ciężarówki, pierwsza europejska ofiara AIDS (ur. 1946)
  - Mark Tobey, amerykański malarz (ur. 1890)
- 1977 – Charles J. Fekel, amerykański działacz religijny, członek Ciała Kierowniczego Świadków Jehowy (ur. 1897)
- 1978:
  - Federico Chaves, paragwajski wojskowy, polityk, prezydent Paragwaju (ur. 1882)
  - Ilona Duczynska, węgierska rewolucjonistka, tłumaczka pochodzenia polskiego (ur. 1897)
- 1980 – Alejo Carpentier, kubański pisarz, muzykolog (ur. 1904)
- 1981:
  - Abdurachman Danijałow, radziecki polityk (ur. 1908)
  - Małgorzata Glücksburg, księżniczka grecka i duńska (ur. 1905)
- 1982 – Ville Ritola, fiński lekkoatleta, długodystansowiec (ur. 1896)
- 1983 – Rolf Stommelen, niemiecki kierowca wyścigowy (ur. 1943)
- 1984 – Philip Fullard, brytyjski pilot wojskowy, as myśliwski (ur. 1897)
- 1985 – Siergiej Jutkiewicz, radziecki reżyser filmowy (ur. 1904)
- 1986 – Wallis Simpson, Amerykanka, kochanka, a po jego abdykacji żona Edwarda VIII Windsora (ur. 1896)
- 1987 – Alexis Chantraine, belgijski piłkarz, trener (ur. 1901)
- 1988 – Kazimierz Gregorkiewicz, polski architekt, urbanista, działacz społeczny (ur. 1925)
- 1989:
  - Franz Binder, austriacki piłkarz, trener (ur. 1911)
  - Clyde Geronimi, amerykański animator (ur. 1901)
  - Edgar Sanabria, wenezuelski polityk, prezydent Wenezueli (ur. 1911)
- 1991 – József Pálinkás, węgierski piłkarz, bramkarz (ur. 1912)
- 1993:
  - Wiesław Andrzejewski, polski pisarz, reportażysta (ur. 1931)
  - Andon Pano, albański aktor (ur. 1921)
- 1994 – Wojciech Julian Góralczyk, polski prawnik, wykładowca akademicki (ur. 1924)
- 1995 – Iosif Chejfic, rosyjski reżyser filmowy (ur. 1905)
- 1996 – Christo Mładenow, bułgarski piłkarz, trener (ur. 1928)
- 1997:
  - Abdurachman Awtorchanow, radziecki pisarz, politolog (ur. 1908)
  - Eugene Stoner, amerykański konstruktor broni (ur. 1922)
- 1998 – Nikodem Skotarczak, polski gangster (ur. 1954)
- 1999 – Arthur Boyd, australijski malarz, rzeźbiarz (ur. 1920)
- 2000 – Derek Allhusen, brytyjski jeździec sportowy (ur. 1914)
- 2001:
  - Caju, brazylijski piłkarz, bramkarz (ur. 1915)
  - Hilda Cameron, kanadyjska lekkoatletka, sprinterka (ur. 1912)
  - Al Hibbler, amerykański piosenkarz (ur. 1915)
  - Stanisław Pawlak, polski ślusarz, polityk, poseł na Sejm PRL (ur. 1907)
  - Josef Peters, niemiecki kierowca wyścigowy (ur. 1914)
  - Paul Thieme, niemiecki indolog, wykładowca akademicki (ur. 1905)
- 2002 – Bolesława Maciejewska, polska nauczycielka, polityk, poseł na Sejm PRL (ur. 1913)
- 2003 – Ryszard Wyrzykowski, polski podróżnik, reżyser filmów oświatowych (ur. 1945)
- 2004:
  - Jose Giovanni, francuski pisarz, scenarzysta i reżyser filmowy (ur. 1923)
  - Estée Lauder, amerykańska bizneswoman, miliarderka (ur. 1906)
  - Mahmud Mursi, egipski aktor, pedagog (ur. 1923)
  - William Watson, angielski piłkarz, krykiecista (ur. 1920)
- 2005:
  - Fei Xiaotong, chiński socjolog, antropolog, polityk (ur. 1910)
  - Ezer Weizman, izraelski polityk, prezydent Izraela (ur. 1924)
- 2006:
  - Erik Bergman, fiński kompozytor, organista, dyrygent, pedagog pochodzenia szwedzkiego (ur. 1911)
  - László Jeney, węgierski piłkarz wodny, bramkarz (ur. 1923)
  - Brian Labone, angielski piłkarz (ur. 1940)
  - Andrzej Redelbach, polski prawnik, teoretyk państwa i polityki, wykładowca akademicki (ur. 1946)
- 2007:
  - Arno Borst, niemiecki historyk, wykładowca akademicki (ur. 1925)
  - József Madaras, węgierski aktor (ur. 1937)
- 2008 – Jimmy Giuffre, amerykański klarnecista i saksofonista jazzowy (ur. 1921)
- 2009:
  - Janina Kłossowska, polska polityk, poseł na Sejm PRL (ur. 1942)
  - Florian Nieuważny, polski językoznawca, rusycysta, ukrainista, tłumacz, wykładowca akademicki (ur. 1929)
  - Franciszek Sobczak, polski szablista, sędzia międzynarodowy, działacz sportowy, inżynier (ur. 1939)
- 2010:
  - Jens Andersen, duński bokser (ur. 1929)
  - Pierre Hadot, francuski filozof, historyk filozofii (ur. 1922)
  - Angus Maddison, brytyjski ekonomista, wykładowca akademicki (ur. 1926)
  - Wojciech Siemion, polski aktor (ur. 1928)
- 2011:
  - Wiesław Chrzanowski, polski porucznik NOW-AK, uczestnik powstania warszawskiego (ur. 1920)
  - Sathya Sai Baba, indyjski guru, przywódca duchowy, filantrop (ur. 1926)
  - Marie-France Pisier, francuska aktorka (ur. 1944)
  - Trần Lệ Xuân, wietnamska feministka (ur. 1924)
- 2012 – Miguel Portas, portugalski dziennikarz, polityk (ur. 1958)
- 2013 – Lech Paszkowski, polski pisarz, publicysta, historyk (ur. 1919)
- 2014:
  - Hans Hollein, austriacki architekt (ur. 1934)
  - Sandy Jardine, szkocki piłkarz, trener (ur. 1948)
  - Czesław Kołodyński, polski lekkoatleta, długodystansowiec (ur. 1941)
  - Jan Kracik, polski duchowny katolicki, prezbiter archidiecezji krakowskiej, historyk (ur. 1941)
  - Bogdan Poniatowski, polski wioślarz (ur. 1931)
  - Tadeusz Różewicz, polski poeta, dramaturg, prozaik (ur. 1921)
  - Jerzy Wieteski, polski piłkarz (ur. 1934)
- 2015:
  - Władysław Bartoszewski, polski historyk, dziennikarz, pisarz, publicysta, działacz społeczny, polityk, minister spraw zagranicznych (ur. 1922)
  - Thomas Joseph Connolly, amerykański duchowny katolicki, biskup Baker (ur. 1922)
  - Herbert Ninaus, austriacko-australijski piłkarz (ur. 1937)
  - Andrzej Wernik, polski fizyk, astronom (ur. 1938)
- 2016:
  - Tommy Kono, amerykański sztangista pochodzenia japońskiego (ur. 1930)
  - Billy Paul, amerykański wokalista soulowo-jazzowy (ur. 1934)
  - Mieczysław Rolnicki, polsko-izraelski pisarz (ur. 1925)
  - Klaus Siebert, niemiecki biathlonista (ur. 1955)
  - Papa Wemba, kongijski piosenkarz, kompozytor (ur. 1949)
- 2017:
  - Benjamin Barber, amerykański politolog, filozof polityczny, wykładowca akademicki (ur. 1939)
  - Łarisa Kronberg, rosyjska aktorka (ur. 1929)
  - Stanisław Leszczyński, polski radiolog (ur. 1922)
  - Robert Pirsig, amerykański pisarz, filozof (ur. 1928)
- 2018:
  - Victor Garaygordóbil Berrizbeitia, hiszpański duchowny katolicki, biskup Los Ríos (ur. 1915)
  - Henri Michel, francuski piłkarz, trener (ur. 1947)
- 2019:
  - Jerzy Majewski, polski inżynier, polityk, prezydent Warszawy (ur. 1925)
  - Jean-Pierre Marielle, francuski aktor (ur. 1932)
  - Francisco Lerma Martínez, hiszpański duchowny katolicki, biskup Gurué (ur. 1944)
  - Siergiej Pogoriełow, rosyjski piłkarz ręczny (ur. 1974)
- 2020:
  - Namio Harukawa, japoński rysownik (ur. 1947)
  - Arkadiusz Kremza, polski poeta (ur. 1975)
  - Mircea Mureșan, rumuński reżyser i scenarzysta filmowy (ur. 1928)
- 2021:
  - Vytautas Bubnys, litewski prozaik, dramaturg, eseista, polityk (ur. 1932)
  - Alber Elbaz, izraelski projektant mody (ur. 1961)
  - Shunsuke Kikuchi, japoński kompozytor muzyki filmowej (ur. 1931)
  - Christa Ludwig, niemiecka śpiewaczka operowa (mezzosopran) (ur. 1928)
  - Adam Smorawiński, polski przedsiębiorca, kierowca i pilot rajdowy (ur. 1927)
- 2022:
  - Franciszek Adamiak, polski lekarz weterynarii, polityk, wojewoda łomżyński (ur. 1936)
  - Feliks Kiryk, polski historyk, mediewista, publicysta (ur. 1933)
  - Denis Kiwanuka Lote, ugandyjski duchowny katolicki, biskup Kotido, arcybiskup Tororo (ur. 1938)
- 2023:
  - Șerban Ciochină, rumuński lekkoatleta, trójskoczek (ur. 1939)
  - Fumio Demura, japoński karateka (ur. 1938)
  - Senahid Halilović, bośniacki językoznawca, wykładowca akademicki (ur. 1958)
  - Damir Kalogjera, chorwacki językoznawca, wykładowca akademicki (ur. 1932)
  - Gilbert Ignatius Sheldon, amerykański duchowny katolicki, biskup pomocniczy Cleveland, biskup Steubenville (ur. 1926)
- 2024:
  - Ruben Douglas, amerykański koszykarz (ur. 1979)
  - Łeonid Iszczuk, ukraiński piłkarz, trener (ur. 1951)
  - Władysław Miodunka, polski filolog, językoznawca (ur. 1945)
  - Michael Pinder, brytyjski muzyk, wokalista, członek zespołu The Moody Blues (ur. 1941)
- 2025:
  - Janusz Grzelak, polski psycholog, profesor nauk humanistycznych, działacz społeczny, polityk, wiceminister edukacji narodowej (ur. 1941)
  - Juliusz Jarończyk, polski fotograf, modelarz lotniczy i kosmiczny (ur. 1944)
  - Edmund Obiała, polski inżynier budownictwa, projektant i budowniczy obiektów sportowych (ur. 1946)
  - Eva Vlková, czeska okulistka, profesor nauk medycznych (ur. 1952)